# 恩里克·博拉尼奥斯

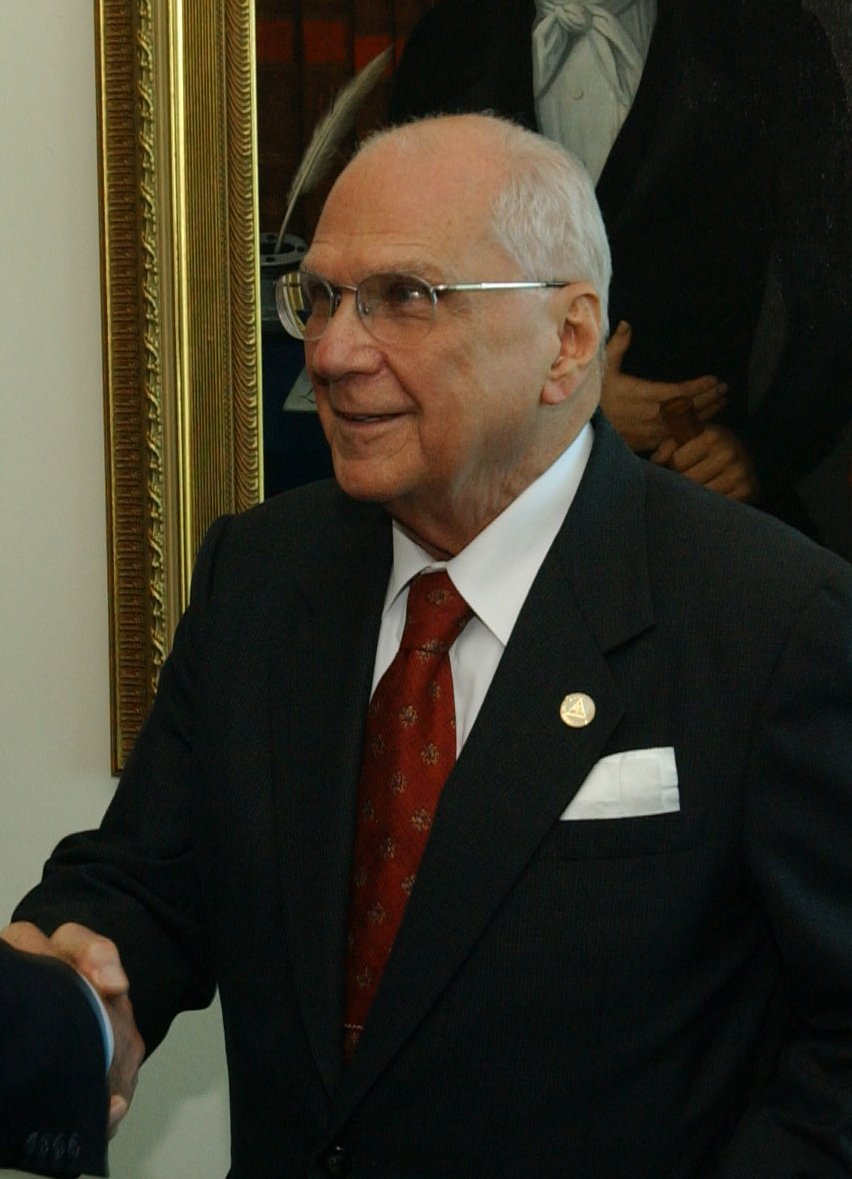
恩里克·博拉尼奥斯

恩里克·尼古拉斯·博拉尼奥斯·赫耶尔（西班牙語：Enrique Nicolas Bolaños Geyer，1928年5月13日—2021年6月14日），出生于尼加拉瓜马萨亚，尼加拉瓜政治家，2001年11月当选尼加拉瓜总统，2002年曾到訪台灣，2007年1月卸任，於2021年6月14日晚間逝世。